# Hofferbertaue

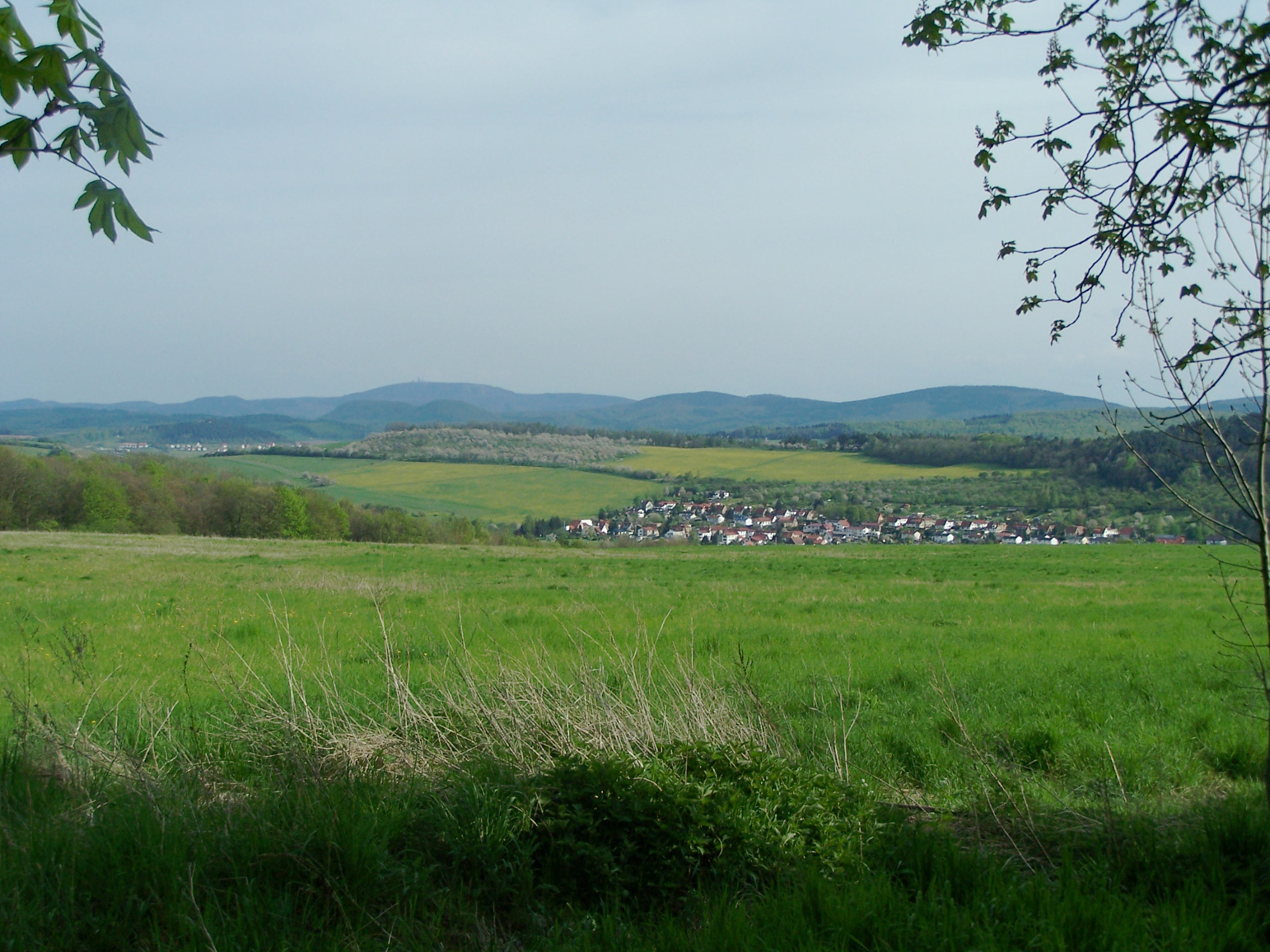
Petersberg und die Hofferbertaue von Norden

Die Hofferbertaue ist ein 1932 am Osthang des Petersberges projektierter Stadtteil der Wartburgstadt Eisenach im Wartburgkreis in Thüringen. Der Name Hofferbertaue verweist auf den Eisenacher Stadtbaurat und zeitweiligen zweiten Bürgermeister Karl Hofferbert, der zur raschen Entwicklung maßgeblich beigetragen hat. Die geographische Höhe des Ortes beträgt 230 m ü. NN.

## Geschichte
Unmittelbar nach dem Ende des Ersten Weltkrieges nahm Karl Hofferbert seine 1913 begonnene Tätigkeit in der kommunalen Bauverwaltung Eisenachs wieder auf. Er bemühte sich, die in der Stadt entstandene Wohnungsnot zu lindern und zugleich stadtplanerische Entwicklungsarbeit damit in Einklang zu bringen. Mit Zustimmung der Stadtverwaltung wurden Pläne für eine zweite Stadterweiterung, insbesondere an der östlichen und westlichen Stadtperipherie entwickelt und umgesetzt.
Nach 1920 übernahmen zahlreiche Mittel- und Kleinstädte in Deutschland das Konzept der Gartenstadt – eine Wohnanlage in Stadtnähe mit hohem Wohn- und Lebenskomfort, möglichst abseits störender Industrieanlagen und Gewerbeflächen. Dieser Konzeption folgte auch die Gestaltung der Hofferbertaue. Die Wohnanlage im Grünen entstand auf Wiesen- und Weideland des Guts Trenkelhof, der somit der bis dahin völlig isolierten Lage in einem winzigen Seitental der Nesse entging.
Das Straßennetz der Siedlung orientiert sich maßgeblich an der Geländesituation und steigt vom Uferrand, mit der ehemaligen Pulvermühle als Zentrum, in drei Parzellenstreifen am Osthang des Petersbergs hinauf. Der östliche Teil der Siedlung dehnt sich fächerförmig über den mäßig steilen Hang nach Osten aus. Als Zentrum und nachempfundenem Dorfplatz blieb der Hofferbertplatz von der nachfolgenden Bebauung stets ausgespart.
Die Siedlung liegt im Grünen, wird zum Berg hin durch die dort angelegten Obstbaumplantagen, im Norden durch den Fluss Nesse und im Osten durch die verbliebenen Wiesen des Trenkelhofs begrenzt. In der Flussaue entstand später, dem Ideal folgend, auch eine Gärtnerei zur unmittelbaren Versorgung der Anwohner. Die Wohnanlage zeigt noch immer eine weitgehend homogene Struktur aus Einfamilienhäusern, die jeweils von Gärten umgeben sind. Hofferberts Ziel, eine finanziell erschwingliche Wohnanlage für kinderreiche Familien entstehen zu lassen, blieb keine Utopie.
Der spätere Ausbau und die Erweiterung der in unmittelbarer Nähe trassierten Reichsautobahn war in den ursprünglichen Plänen nicht enthalten und beeinträchtigte mit steigendem Verkehrsaufkommen zunehmend die Wohnqualität. Bis Januar 2010 wurde die Bundesautobahn 4 nach Norden verlegt, die alte Trasse wird nunmehr als Bundesstraße 88 genutzt und die Siedlung ist somit vom Durchgangsverkehr der Autobahn entlastet.

## Erschließung
Zur Siedlung Hofferbertaue führt nur eine Erschließungsstraße, was die Erreichbarkeit bei Verkehrsunfällen in diesem Straßenabschnitt stark erschwert. An das Nahverkehrssystem ist die Hofferbertaue durch die Buslinie 4 (Eisenach ZOB – Hofferbertaue/Wendeschleife - (-Stockhausen) - Hötzelsroda - ZOB) angeschlossen, die zwischen ca. 5 Uhr und ca. 21 Uhr im 30- bzw. 60-Minuten-Takt verkehrt. Die Entfernung zum Bahnhof Eisenach beträgt 2,5 Kilometer.